# Karl Kling (Politiker)

Karl Kling (2006)

Karl Kling (* 18. Dezember 1928 in Krumbach (Schwaben); † 27. März 2021 ebenda) war selbständiger deutscher Bauingenieur und Politiker der CSU. Er gehörte dem Bayerischen Landtag an.
Kling war Gründungs-Präsident der Bayerischen Ingenieurekammer-Bau und Präsident des Allgäu-Schwäbischen Musikbundes.  

## Leben
Karl Kling wurde als drittes Kind von Karl (1890–1979) und Luise Kling (1903–1991) in der Bahnhofstraße 39, Krumbach (Schwaben), geboren. Von 1935 bis 1939 besuchte er die Volksschule in Krumbach und daraufhin bis 1943 die Oberschule in Krumbach. Als 15-Jähriger wurde Karl Kling als Luftwaffenhelfer zur Heimatflak eingezogen und erlebte als Jugendlicher aktiv die Großangriffe auf Augsburg am 25./26. Februar 1944 und Memmingen am 28. und 30. Juli 1944. Danach geriet Kling Ende Mai 1945 nahe Landeck (Tirol) in amerikanische Kriegsgefangenschaft. Als der Gefangenenzug seine Heimatstadt Krumbach passierte, sprang Kling ab und entkam. 
Nach dem Krieg setzte Kling seine Schulzeit an der Oberschule für Knaben (heute: Dossenberger-Gymnasium in Günzburg) fort, und legte, nachdem er die 5. und 6. Klasse übersprungen hatte, sein Abitur ab. Daraufhin schrieb sich Karl Kling an der Technischen Universität München ein. Während seines Studiums des Bauingenieurwesen von 1948 bis 1954 besuchte Kling nicht nur seine beruflichen Vorlesungen, sondern auch politische Vorträge von Konrad Adenauer und Theodor Heuss. 
Im Jahr 1961 heiratete Karl Kling Christl Munding. Das Ehepaar Kling hat drei Töchter: Antonie, Susanne und Margaret. Karl Kling lebte in Krumbach (Schwaben).

## Bauingenieur
Nach seinem Studium an der Technischen Universität München, das er mit dem akademischen Grad Dipl.-Ing. Univ. abschloss, eröffnete Karl Kling am 1. Juli 1954 ein Ingenieurbüro für Bauwesen in Krumbach. In den Jahren 1969 und 1971 gründete Kling ein Baugrundinstitut und die Kling Bohrtechnik GmbH. Mit dem Konjunktureinbruch in der Bauwirtschaft Mitte der 1970er Jahre beschloss Kling, mit seiner Firma Kling Consult auch international zu agieren. Die Firma führte Aufträge in Libyen, Iran, Saudi-Arabien, Sudan, Venezuela, Irak, Jordanien und Korea aus. Während dieser Zeit wirkte Karl Kling auch als Gastdozent an den Technischen Universitäten in München und Innsbruck. Kling führte die Kling Consult Ingenieurgesellschaft für Bauwesen GmbH und die Kling Bohrtechnik GmbH mit insgesamt fast 200 fest angestellten Mitarbeitern, bis er beide Firmen 1990 verkaufte. 
Einen wichtigen Schritt für die Ingenieure in Bayern machte Kling mit der Gründung der Bayerischen Ingenieurekammer-Bau, die er von 1991 bis 2003 als Präsident führte. Zudem trat Kling 1995 als Vorstandsmitglied der Bundesingenieurkammer bei und hatte das Amt des Präsidenten 1998 und 1999 inne.

## Politik
Im Jahr 1955 trat Karl Kling in die CSU ein und gründete zwei Jahre später die Junge Union im Altlandkreis Krumbach. Von 1958 bis 1970 war Kling im Bezirkstag von Schwaben vertreten. Karl Kling wurde von 1960 bis 1996 in den Stadtrat von Krumbach gewählt; zusätzlich war er von 1. Mai 1960 bis 22. März 1964 als 2. Bürgermeister und anschließend bis 30. April 1966 als 1. Bürgermeister der Stadt Krumbach ehrenamtlich tätig. Auch im Landkreis engagierte sich Kling und war zwischen 1960 und 1992 Kreisrat im Kreistag des Altlandkreises Krumbach (bis 30. Juni 1972) beziehungsweise des Landkreises Günzburg. Am 10. Oktober 1982 kandidierte Karl Kling dann von einem Listenplatz aus für den Bayerischen Landtag und agierte dort von 1982 bis 1994.

## Musik
1956 trat Karl Kling erstmals musikalisch in Erscheinung, indem er mit drei anderen Musikanten den Spielmann- und Fanfarenzug Krumbach ins Leben rief. Im Jahr darauf wurde er zum 1. Vorsitzenden des Musikvereins 1816 e. V. Krumbach gewählt. Einen Posten hatte er bis 1979 inne. Als 1. Vorsitzender organisierte er die 1. Krumbacher Festwoche, ein Bezirks- und ein Bundesmusikfest, sowie Partnerschaften mit Kapellen in Europa. Im Jahr 1979 wurde Karl Kling zum Ehrenmitglied des Musikvereins Krumbach 1816 e. V. berufen.
Am 24. April 1979 wurde Karl Kling an die Spitze des Allgäu-Schwäbischen Musikbundes gewählt. Bis 2003 leitete er den ASM. Er führte ein Datenverarbeitungssystem ein, erweiterte das Präsidium um mehrere Mitarbeiter und schloss Sondertarifverträge mit der GEMA. Zudem integrierte er in den ASM, zusätzlich zur traditionellen Blasmusik, das Ensemblespiel, Bigbands, die Spielleute und das Alphornwesen. Zusätzlich zum ehrenamtlichen Präsidentenamt im ASM, war Karl Kling im Bayerischen Musikbund (dem Vorgänger des Bayerischen Blasmusikverbandes) von 1984 bis 1987 und von 1993 bis 1996 ehrenamtlicher Präsident. Schließlich gründete Karl Kling im Jahr 1988 das Schwäbische Jugendblasorchester, in dem Musiker aus den Vereinen des ASM musizieren. Im Jahr 2000 fuhr Karl Kling mit dem Schwäbischen Jugendblasorchester für ein Geburtstagsständchen zum 80. Geburtstag von Papst Johannes Paul II. nach Rom. In seiner Zeit als Musiker und Präsident des ASM organisierte er mehrere Landesmusikfeste, Bundesmusikfeste, Europäische Musikfeste, ASM-Großkonzerte und Geburtstagsständchen für Franz Josef Strauß und Johannes Paul II. In seiner Zeit als Präsident (1979–2003) verdoppelte sich die Mitgliederzahl des ASM fast – sie stieg von 18838 auf 34013. Darüber hinaus rief das Ehepaar Kling 1988 die Stiftung „Klingendes Schwaben“ ins Leben, die junge Musiker des ASM fördert.

## Auszeichnungen
- Die Bayerische Ingenieurkammer Bau richtete den „Karl Kling Sozialfond“ ein.
- Bayerischer Verdienstorden
- Komtur des päpstlichen Gregoriusordens
- Ehrendoktorwürde Dr.-Ing. e. h. der Universität der Bundeswehr München
- Bundesverdienstkreuz 1. Klasse der Bundesrepublik Deutschland
- Ehrenpräsident des Allgäu-Schwäbischen Musikbundes
- Verdienstkreuz in Gold des Österreichischen Blasmusikverbandes
- Goldene Bundesehrennadel des Bayerischen Musikbundes
- Große Goldene Bundesmedaille des ASM
- Ehrenmitglied der Tschechischen, Slowakischen, Slowenischen sowie Ungarischen Ingenieurkammern
- Ehrenvorsitzender des Musikvereins Krumbach 1816 e. V.
- Staatsmedaille für besondere Verdienste um die bayerische Wirtschaft durch den Freistaat Bayern
- Auszeichnung mit dem „Sparlöwen“ des Bundes der Steuerzahler
- Ehrenpreis des Verbandes Freier Berufe in Bayern e. V.
- Ehrenpreis des VBI

| Personendaten    | Personendaten                                   |
| ---------------- | ----------------------------------------------- |
| NAME             | Kling, Karl                                     |
| KURZBESCHREIBUNG | deutscher Bauingenieur und Politiker (CSU), MdL |
| GEBURTSDATUM     | 18. Dezember 1928                               |
| GEBURTSORT       | Krumbach (Schwaben)                             |
| STERBEDATUM      | 27. März 2021                                   |
| STERBEORT        | Krumbach (Schwaben)                             |